# Элайян, Атта
Атта Мухаммед Элайян (араб. عطا عليان‎; англ. Atta Mohammed Elayyan; 21 июня 1985, Кувейт — 15 марта 2019, Крайстчерч, Новая Зеландия) — новозеландский игрок по мини-футболу палестинского происхождения, выступал за сборную Новой Зеландии, также работал генеральным директором компании по разработке приложений из Крайстчерча «LWA Solutions».

## Биография
Атта Элайян родился 21 июня 1985 года в Кувейте. По происхождению был палестинцем, его отец был родом из городка Абу-Дис, который расположен в районе Восточного Иерусалима. Его отец, Мохаммед Элайян, основал мечеть в Крайстчерче.
Начиная с 1990-х годов он жил в американском городке Корваллис, штат Орегон, где его отец также основал мечеть и школу. Там он учился в начальной школе Уилсона. Позже в детстве он вместе с семьёй переехал в Крайстчерч, и посещал среднюю школу Крайстчерч Бойз и учился на программиста в Университете Кентербери. С начала 2000-х годов он профессионально играл в Counter-Strike: Source, а с 2002 по 2008 год являлся членом новозеландской команды по Counter-Strike под названием NewType и был победителем различных турниров. На игровых форумах он использовал псевдонимы crazyarab и Cr@zyArab.
Элайян был женат, имел дочку.

## Мини-футбольная карьера
Элайян был вратарем «Кентербери Юнайтед Футзал Драконс» и провёл 19 матчей за сборную Новой Зеландии по мини-футболу. В 2014 году он стал обладателем награды игрок года по мини-футболу в Новой Зеландии.
Элайян тренировал команду по мини-футболу для крайстчерчских мальчиков, которая участвовала в национальном конкурсе средних школ. Этот турнир должен был начаться 25 марта 2019 года.

## Деловая карьера

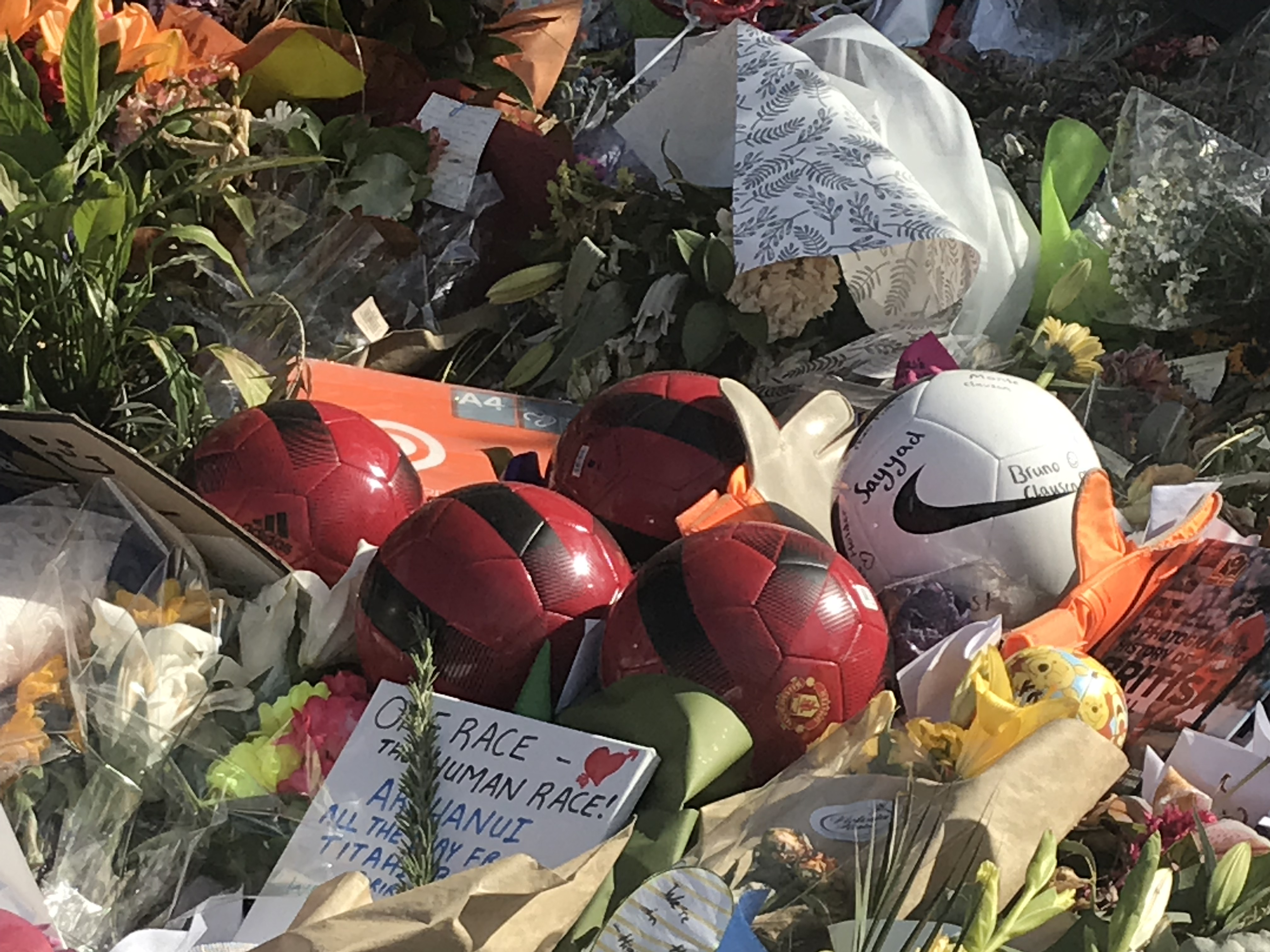
Мемориал Элайяну на Роллстон-авеню в Крайстчерче

Элайян был признан одним из ведущих ИТ-лидеров Новой Зеландии и был назван в числе 100 самых инновационных руководителей информационных служб страны в области информационных коммуникаций и технологий как в 2017, так и в 2018 году. В 2010 году он стал одним из основателей «Lazyworm Applications», бизнес, специализирующийся на доставке приложений на платформах Microsoft. Он основал подразделение «LWA Solutions» в 2012 году и оставался его генеральным директором до самой смерти. За время работы в качестве генерального директора «LWA Solutions» предпринял крупные предприятия со многими крупнейшими компаниями и корпорациями Новой Зеландии, в том числе основные технологии виртуальной реальности для «Портов Окленда», которые были названы первыми в мире . LWA Solutions была финалистом премии Microsoft Partner Awards 2015.

## Достижения
- Лучший игрок Новой Зеландии по мини-футболу 2014

## Смерть
Элайян был убит во время стрельбы в мечетях Крайстчерча 15 марта 2019 года.